# Foire internationale de Kinshasa
La Foire internationale de Kinshasa (FIKIN) est une manifestation internationale à caractère commercial, industriel, agricole et artisanal, située dans la commune de Limete (entrée principale face à Lemba) à Kinshasa en République démocratique du Congo. La FIKIN est aussi le lieu où se déroule cette manifestation biennale. Toutes les années impaires, au mois de juillet, la FIKIN accueille des participants internationaux. Les années paires, il s'y tient une rencontre nationale.
La première édition internationale s'est tenue du 30 juin au 14 juillet 1969. Plusieurs autres manifestations internationales y ont eu lieu.
La FIKIN est membre de l'Union des foires internationales (UFI) depuis 1973.
En 1991, et ensuite en 1993, la FIKIN, dans son édition nationale, est victime des pillages dans la ville de Kinshasa. Depuis ces pillages, elle tourne au ralenti. Durant l'été, elle accueille l'un des plus grands festivals de musique africaine.